# FFA P-16
Le FFA P-16 est un avion à réaction militaire suisse des années 1950 développé par l'entreprise Flug- und Fahrzeugwerke Altenrhein. Cinq exemplaires ont été construits, mais il n'est jamais entré en service.

## Conception
L'avion est construit en réponse au même cahier des charges que le EFW N-20 Aiguillon pour un chasseur à réaction adapté aux conditions suisses. C'est un monoplace monoréacteur conçu pour la chasse et l'attaque au sol. Le prototype fait son premier vol le 25 avril 1955. le 31 aout 1955 au cours du 22ème vol d'essai le prototype s'écrase dans le lac de Constance à la suite de la rupture de la canalisation d'alimentation en carburant du réacteur. Le pilote a pu s'éjecter. Le programme prend du retard à cause de cet accident et ce n'est qu'au printemps 1956 que les essais reprennent avec le deuxième prototype. Le 15 aout 1956 l'avion franchit le mur du son. Les essais par les troupes d'aviation mettent en lumière des performances trop faibles. La construction d'un appareil de pré-série muni d'un réacteur Armstrong Siddeley Sapphire Sa 7 plus puissant est entreprise. Au vu des essais au banc les parlementaires suisses décident d'une commande de cent avions. En mars 1958, au cours du 102ème vol d'essai, à la suite d'une défectuosité dans le système hydraulique le deuxième prototype s'écrase également dans le lac de Constance et les essais, financés par le gouvernement suisse, sont définitivement interrompus, la commande de cent avions annulée et la Suisse achète des Hawker Hunter pour ses Troupes d'aviation. Le constructeur termine néanmoins les deux appareils de pré-série.
De cet avion, l'ingénieur Bill Lear s'inspira pour la réalisation de son fameux avion d'affaires SAAC-23 (Swiss American Aircraft Corporation) / Learjet, qui continue de connaître au travers du développement de sa gamme un succès mondial.

## Variantes
- Mk I :
- Mk II :
- Mk III :

Variantes suggérées :
- P-16-Trainer
- AA-7 : SNECMA Atar 9C
- AJ-7 : General Electric J79
- AR-7 : Rolls-Royce RB.168

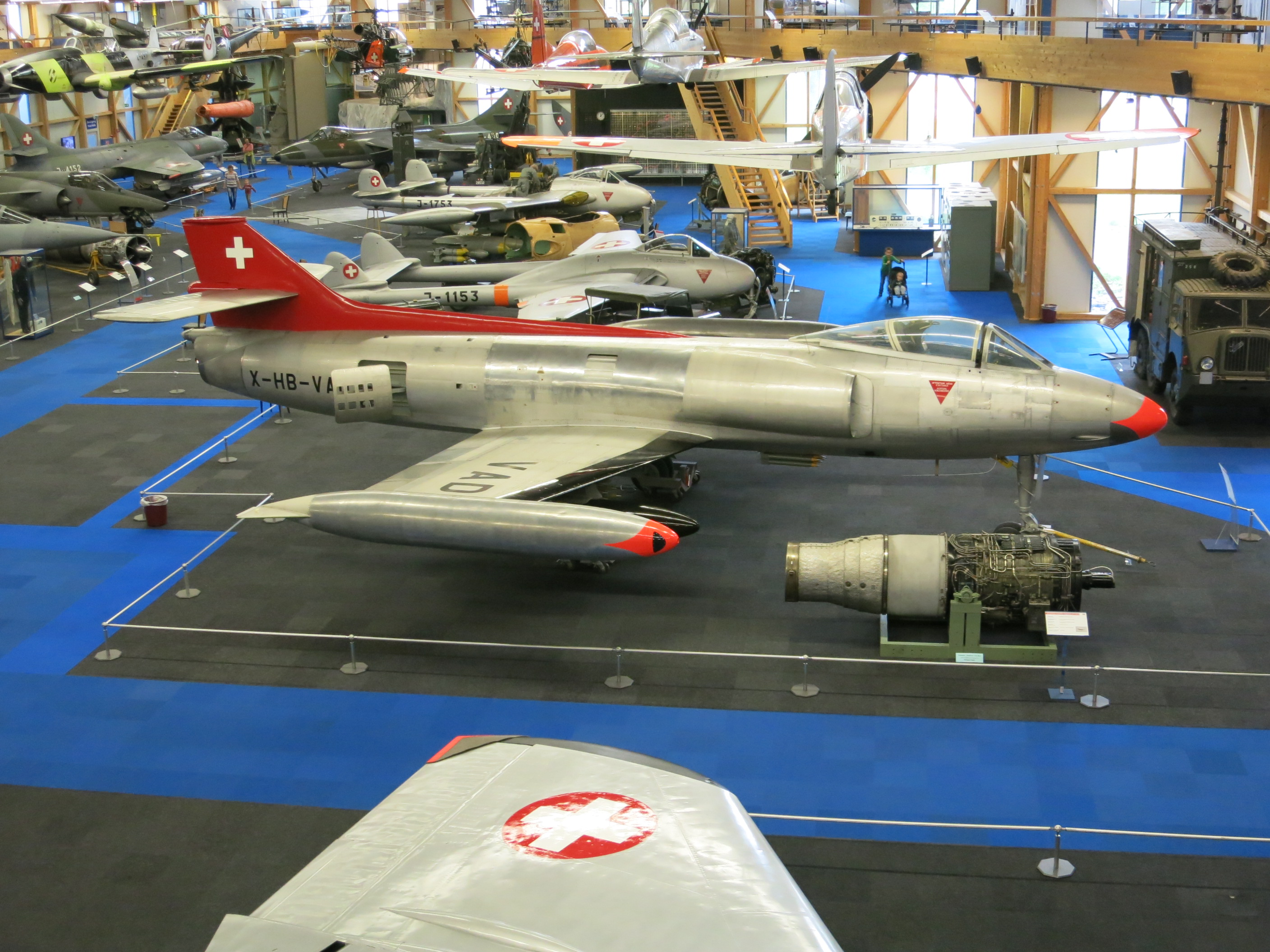
FFA P-16 MK.III J-3005/ X-HB-VAD
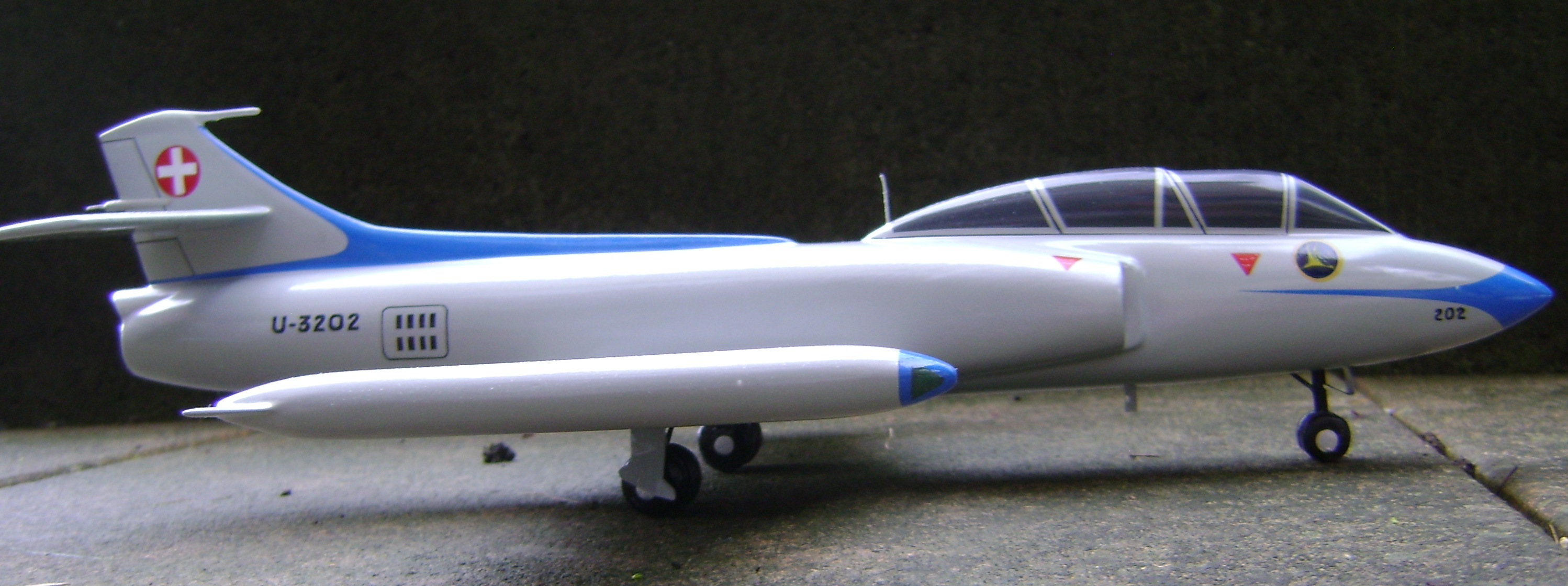
FFA P-16 Trainer
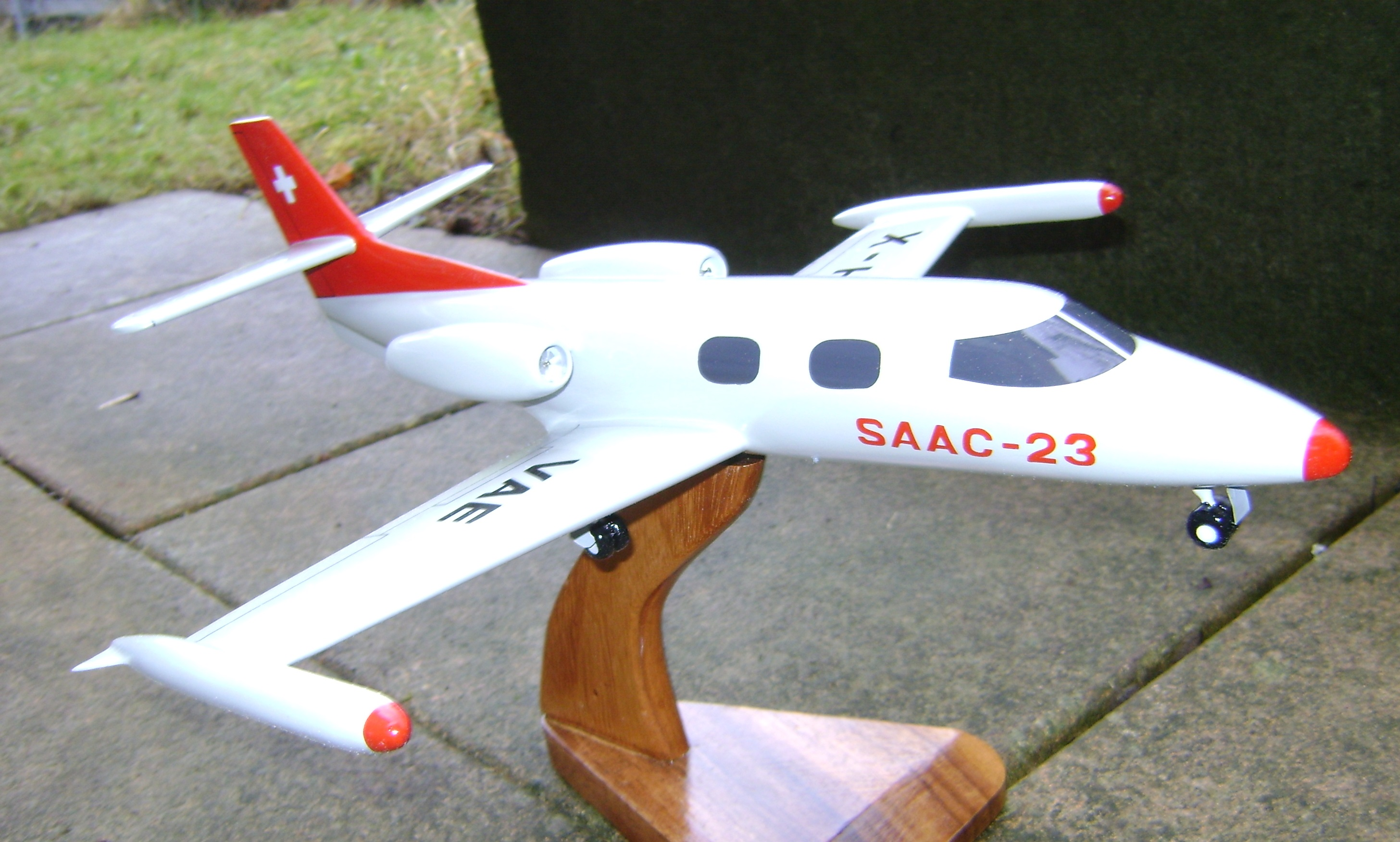
FFA SAAC-23